# 派桑杜
派桑杜（西班牙語：Paysandú），一译白三都、巴山都，为乌拉圭西部城市，派桑杜省省会。派桑杜位于乌拉圭河沿岸，与阿根廷隔河相望。该市在第二次世界大战后发展起来，并逐步建立了自己的啤酒、纺织、皮革、肉类加工产业体系，曾为乌拉圭第二大城市。2011年该市有人口76,412，为乌拉圭仅次于蒙特維多、萨尔托及海岸城的第4大城市。